# 富田直秀
富田　直秀（とみた なおひで）は、日本の医療工学者、医学者、アーティスト。学位は医学博士（奈良県立医科大学・1993年）、工学博士（京都大学・1997年）。京都大学名誉教授、京都市立芸術大学客員教授。京都大学大学院工学研究科教授、京都大学学際融合教育研究推進センター芸術と科学リエゾンライトユニット代表などを歴任した。

## 概要
工学者かつ医学者かつアーティストである。工学研究科と医学研究科の双方の構成員となり、エンジニア、医師、理学者などの研究指導にあたった。専門は組織再生の生体力学、バイオマテリアル、整形外科学など。

## 来歴
1981年　早稲田大学大学院理工学研究科博士課程前期修了。

1987年　佐賀医科大学医学部医学科卒業（医師国家試験合格）。

1993年　奈良県立医科大学整形外科学医師。

1994年　京都大学生体医療工学研究センター助教授　その後、京都大学国際融合創造センター創造部門教授　京都大学大学院工学研究科教授などを歴任。

2016年　第14回産学官連携功労者表彰「科学技術政策担当大臣賞」受賞。

2020年　京都大学学際融合教育研究推進センター芸術と科学リエゾンライトユニット代表。

## 著書
- 『機能設計から生体環境設計へ―「安心」を育てる科学と医療』（丸善、2005年）
- 『ちゃっちゃんの遊園地 』（ゆみる出版、2003年）
- 『心と科学と“こころ”―客観性をはなれた科学の話』（講談社出版サービスセンター、2000年）